# Armadillo tuberculatus
Armadillo tuberculatus là một loài chân đều trong họ Armadillidae. Loài này được Vogl miêu tả khoa học năm 1876.